# Geron nephroideus
Geron nephroideus är en tvåvingeart som beskrevs av Scarbrough 1985. Geron nephroideus ingår i släktet Geron och familjen svävflugor.
Artens utbredningsområde är Kuba. Inga underarter finns listade i Catalogue of Life.